# Chicago Stock Exchange
Chicago Stock Exchange er et aktiemarked i Chicago og den tredje største børs i USA efter volumen og den største uden for New York City. 
Den blev grundlagt 21. marts 1882 og slået sammen med børserne i St. Louis og Minneapolis i 1949, hvorefter navnet blev ændret til Midwest Stock Exchange. Ti år senere blev børsen i New Orleans fusioneret med Chicago-børsen, og i 1993 blev navnet ændret tilbage til Chicago Stock Exchange.